# Baldassare Cenci (1648-1709)
Pour les articles homonymes, voir Baldassare Cenci.
Baldassare Cenci, seniore  (né en 1648 à Rome et mort à Fermo le 29 mai 1709) est un cardinal italien de la fin du XVIIe siècle et du début du XVIIIe siècle. Il est l'oncle du cardinal Baldassare Cenci, iuniore (1761). D'autres cardinaux de la famille Cenci sont Tiberio Cenci (1645) et Serafino Cenci (1734).

## Biographie
Baldassare Cenci est référendaire au tribunal suprême de la Signature apostolique et vice-légat à Avignon de 1685 à 1691. Il est élu archevêque titulaire de Larissa-en-Thessalie en 1691.
Le pape Innocent XII le crée cardinal in pectore lors du consistoire du 12 décembre 1695. Sa création est publiée le 11 novembre 1697. En 1697 il est transféré à l'archidiocèse de Fermo. Cenci participe au conclave de 1700, lors duquel Clément XI est élu pape.

## Sources
- Fiche du cardinal sur le site fiu.edu